# Nico Adamczak
Nico Adamczak (* 13. März 1990 in Berlin) ist ein deutscher Basketballspieler. Nach frühen Erfolgen mit Berliner Mannschaften, mit denen er zwei deutsche Meisterschaften im Jugend- und Juniorenbereich gewann, spielte Adamczak ab 2009 für verschiedene Mannschaften in der zweit- und dritthöchsten Spielklasse ProA und ProB sowie für die BG Göttingen, für die er einzelne Spiele in der höchsten Spielklasse Basketball-Bundesliga absolvierte.

## Karriere
In seiner Jugend spielte Adamczak auch bei den Marzahner Basket Bären, mit denen er unter anderem zusammen mit Niels Giffey die deutsche U16-Meisterschaft gewann. Anschließend wechselte Adamczak mit Giffey zu Alba Berlin, wo er unter Trainer Henrik Rödl in der Juniorenmannschaft in der neu geschaffenen Nachwuchs-Basketball-Bundesliga (NBBL) spielte sowie im Seniorenbereich erste Erfahrungen beim unterklassigen VfB Hermsdorf sammelte. In der Saison 2008/09, in der Adamczak im Seniorenbereich für Albas zweite Mannschaft in der Regionalliga spielte, waren die beiden Jugendauswahlspieler Adamczak und Giffey die einzigen beiden Alba-Spieler, die zum All-Star Game der NBBL eingeladen wurden. Am Saisonende konnten die Alba-Junioren, zu denen auch Konstantin Klein, Steven Monse und Joshiko Saibou gehörten, vor heimischem Publikum erstmals NBBL-Meister der Altersklasse U19 werden.
Im Unterschied zu seinen Mannschaftskameraden verließ Adamczak nach diesem Erfolg bereits 2009 Alba und suchte ein erstes professionelles Engagement in der zweithöchsten Spielklasse ProA bei den ETB Wohnbau Baskets aus Essen. Diese trennten sich jedoch gleich zu Saisonbeginn von Adamczak Anfang Oktober 2009, dieser fand aber sechs Wochen später beim BC Weißenhorn eine Spielklasse tiefer in der ProB einen neuen Verein. Nach eigenen Angaben unzufrieden mit der Perspektive und den Trainingsmöglichkeiten wechselte Adamczak weitere sechs Wochen später Anfang 2010 zur BG 74 aus Göttingen. Beim Erstligisten, der in jener Saison die EuroChallenge 2009/10 gewann, wurde Adamczak jedoch in der Regionalligamannschaft eingesetzt. Nachdem Adamczak mit Doppellizenz in der Basketball-Bundesliga 2010/11 einen Einsatz in der höchsten Spielklasse hatte, wurde er in der folgenden Saison 2011/12 in sechs Erstligaspielen eingesetzt. Die finanziell angeschlagenen Göttinger stiegen jedoch in jener Saison abgeschlagen als Tabellenletzter aus der Basketball-Bundesliga ab.
Zur Saison 2012/13 wechselte Adamczak zu den ebenfalls finanziell klammen Baskets aus Düsseldorf unter Trainer Murat Didin in die ProA. Sportlich erfolgreich gewannen die Düsseldorfer in der ProA 2012/13 die Vizemeisterschaft und das sportliche Aufstiegsrecht in die höchste Spielklasse. Bei der Lizenzierung traten jedoch erneut Probleme auf und so wurden ihnen nicht nur die Lizenz für die höchste Spielklasse verweigert, sondern schließlich nach Verstößen gegen die Lizenzordnung auch die Lizenz für die ProA entzogen. Adamczak wechselte daraufhin zur ProA 2013/14 zu den MLP academics aus Heidelberg, die selbst um den Aufstieg mitspielen wollten. Die Mannschaft enttäuschte jedoch und verpasste die Play-offs um den Aufstieg und die Meisterschaft der zweithöchsten Spielklasse. Nach einem Trainerwechsel war Adamczak schließlich der einzig verbliebene Spieler der Vorsaison und wurde für die ProA 2014/15 zum Mannschaftskapitän ernannt. Jedoch konnte Adamczak 2014/2015 nicht wie erhofft sportliche Impulse setzen und erhielt nach Saisonende keinen neuen Vertrag mehr in Heidelberg. Ab der Saison 2015/2016 lief Adamczak für den SSV Lokomotive Bernau in der 1. Regionalliga Nord auf und gewann in seinem ersten Jahr mit dem Verein den Meistertitel, somit gelang der Aufstieg in die 2. Bundesliga ProB.
Zur Saison 2017/18 zog sich Adamczak in die zweite Regionalliga zurück und schloss sich den Baskets Wolmirstedt an. Mit der Mannschaft feierte er im Frühjahr 2018 den Meistertitel und damit den Aufstieg in die erste Regionalliga. Adamczak hatte auf dem Weg zur ungeschlagenen Meisterschaft im Schnitt 22,6 Punkte pro Spiel beigetragen und war bester Wolmirstedter Korbschütze der Saison. In der Sommerpause 2018 wechselte er zur WSG 1981 Königs Wusterhausen in die 1. Regionalliga. Er spielte bis 2020 für die Mannschaft und 2021/22 in derselben Liga für BG Berlin.